# Schwarzes Marken
Schwarzes Marken (シュヴァルツェスマーケン, Shuvarutsesumāken) est un light novel de Hiroki Uchida (ja).

## Histoire
En 1983, dans un univers alternatif, la Nationale Volksarmee dispose d'une unité appelée 666e unité ou Schwarzes Marken. Elle reçoit les missions particulières, à la priorité la plus haute et les objectifs souvent officieux.
Lors d'une mission, elle sauve une soldate de la Bundeswehr qui désire intégrer l'unité. Rapidement, la stasi commence à enquêter sur cette unité.

## Light novel

### Schwarzes Marken

#### Liste de volumes
| no                                                          | Japonais          | Japonais          |
| no                                                          | Date de sortie    | ISBN              |
| ----------------------------------------------------------- | ----------------- | ----------------- |
| 1                                                           | 30 mai 2011       | 978-4-04-727306-1 |
| Kaminaki Shiseki no Daichi ni (神亡き屍戚の大地に)          |                   |                   |
| 2                                                           | 30 septembre 2011 | 978-4-04-727528-7 |
| Mukunaru Negai no Hate ni (無垢なる願いの果てに)            |                   |                   |
| 3                                                           | 30 mars 2012      | 978-4-04-727932-2 |
| Hyōbōtaru Rengoku no Kanata ni (無垢なる願いの果てに)       |                   |                   |
| 4                                                           | 29 octobre 2012   | 978-4-04-728419-7 |
| Yurusarezaru Chigiri no Tame ni (許されざる契りのために)    |                   |                   |
| 5                                                           | 30 mars 2013      | 978-4-04-728802-7 |
| Gurennaru Chōshō no Nake de (紅蓮なる弔鐘の中で)            |                   |                   |
| 6                                                           | 12 décembre 2014  | 978-4-04-729297-0 |
| Gentaru Sōkoku no Kyōkō ni (儼たる相剋の嚮後に)             |                   |                   |
| 7                                                           | 29 mars 2015      | 978-4-04-729528-5 |
| Kokushō Michibiku Shiten no Daichi e (克肖導く熾天の大地へ) |                   |                   |

### Schwarzes MarkenRequiem
| no | Japonais        | Japonais          |
| no | Date de sortie  | ISBN              |
| -- | --------------- | ----------------- |
| 1  | 30 juillet 2012 | 978-4-04-728214-8 |
| 2  | 29 juillet 2013 | 978-4-04-729014-3 |

### Gaiden
| no | Japonais          | Japonais          |
| no | Date de sortie    | ISBN              |
| -- | ----------------- | ----------------- |
| 1  | 30 septembre 2015 | 978-4-04-730693-6 |
| 2  | 30 janvier 2016   | 978-4-04-734014-5 |

## Anime
Une adaptation en anime est diffusé du 10 janvier 2016 au 27 mars 2016. L'anime est diffusé en langue allemande en 2017 et en français par Crunchyroll.

### Fiche technique
- Éditeur : TV TOKYO
- Scénariste : Hiroki Uchida (ja)
- Diffusion :
  - Japon : TV TOKYO, TV Osaka, TV Aichi et AT-X
  - France : Crunchyroll
  - Allemagne : Anime on Demand (de)

Crunchyroll.com

## Jeu vidéo
Un jeu vidéo sur PC de type visual novel adapté du light novel est sorti en 2015.